# Ligia Montoya
Ligia Montoya (Buenos Aires, 23 de febrero de 1920 - 18 de abril de 1967) fue una origamista argentina, parte de la vanguardia que dio origen al origami moderno.

## Biografía
Ligia Montoya nació en Buenos Aires, Argentina. A pesar de su naturaleza tímida, mantuvo una extensa correspondencia con origamistas de otras naciones, y llegó a ser reconocida como el "Ángel del Origami" y considerada como una persona influyente en el desarrollo de este arte. Aunque nunca llegó a publicar un libro con sus numerosos diseños, muchos de sus modelos originales fueron incluidos en publicaciones extranjeras.
En su juventud, Ligia Montoya viajó de Buenos Aires a España, donde completó su educación primaria y secundaria. Con el estallido de la guerra civil española y el cierre de universidades en 1936, regresó a Argentina, ingresando en 1940 a la carrera de letras en la Universidad de Buenos Aires y obteniendo luego el título de bibliotecaria.
Vicente Solórzano Sagredo, plegador nacido en 1883, publicó una serie de libros de origami a lo largo de su vida. Al principio estos estuvieron ilustrados con fotografías; luego, encargó a Montoya hacer las ilustraciones, utilizando el sistema de notación de Solórzano. Su trabajo allí, no solo como ilustradora sino también analizando y mejorando sus plegados, fue invisibilizado, ya que su nombre no figuró en la publicación.
Desde 1952 Ligia Montoya mantuvo comunicación con Gershon Legman, con quien trabajó cooperativamente por años en aspectos técnicos y artísticos del origami. Su más celebrado logro analítico fue la reconstrucción de la base para el plegado de una libélula presente en la enciclopedia japonesa Kayaragusa. A través del Origami Center of America y contactos de Legman, Montoya desarrolló una extensa comunicación con la fundadora del centro, Lillian Oppenheimer, así como con Alice Gray, Fred Rohm y Samuel Randlett en los Estados Unidos; Robert Harbin e Iris Walker en Inglaterra; Akira Yoshizawa en Japón. Creaciones de Montoya y Yoshizawa fueron presentadas en 1959 en una exposición de origami en el Museo Nacional de Diseño Cooper-Hewitt. Un perfil suyo, incluyendo su foto, estuvo publicado en el Origamian, en 1961.
Montoya evitaba exponerse. Ella manifestaba su deseo de estar en su casa para su familia cercana, con tiempo para plegar papeles y enviar correspondencia. La muerte de su madre en 1966, sumada al deterioro de su salud, marcó su fin un año después. David Lister observó: “Por la gracia y la belleza simple de sus creaciones y también por su plegado, ninguna otra plegadora de papel ha sido más admirada que Ligia Montoya. Sin embargo, ella misma sigue siendo una persona enigmática. Mantuvo una correspondencia generosa con muchos otros plegadores en todo el mundo, pero rodeó su vida privada con una barrera de modestia que nadie podía traspasar".

## Estilo e influencias

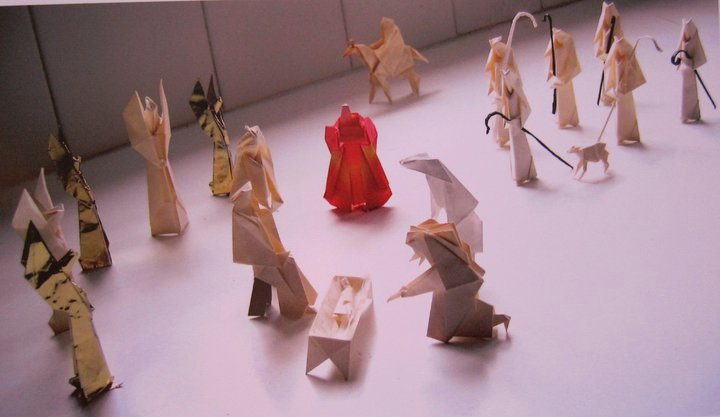
Versión del pesebre ideado por Ligia Montoya, con el agregado de figuras adicionales basadas en modelos de otros origamistas.

La temática de buena parte de los diseños creados por Ligia Montoya proviene de la observación cercana de la naturaleza: en particular aves, flores e insectos típicos de Argentina. 
Sus modelos se caracterizan por ser exactos, finos y vivos, características que se destacan en sus plegados realizados en papel de correo aéreo. Su pesebre de origami es un ejemplo destacado. 
La sección sobre Ligia Montoya en el libro de Robert Harbin Secrets of Origami  es la fuente principal para conocer sus diseños. Harbin, quien allí la llamó "la mujer más destacada en la actualidad", expresó: "Sus creaciones, que son innumerables, van desde simples figuras de pájaros y flores hasta insectos increíblemente difíciles. Su trabajo es sensible e ingenioso, y su generosidad al transmitir sus secretos a los demás es ampliamente conocida. Lo que más lamento es que nadie jamás podrá anotar en papel, o plasmar en forma de diagrama, la totalidad de su trabajo".
James Sakoda comentó, al hablar del origami artístico: "El plegador artístico, del cual Ligia Montoya es un destacado ejemplo, observa las limitaciones del papel, enfatiza las líneas rectas bien definidas que caracterizan al plegado, y produce hermosas y en cierto modo estilizadas figuras".